# Teatro Nacional de San Salvador

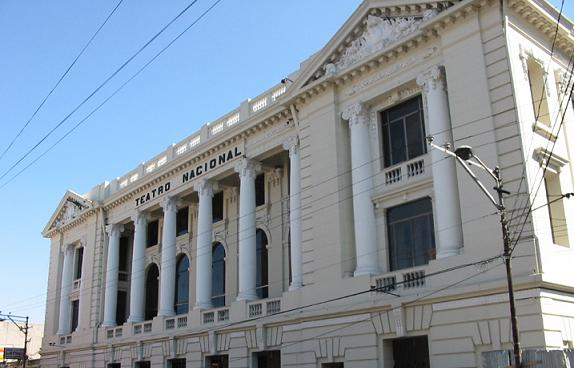
Teatro Nacional

Das Teatro Nacional de San Salvador befindet sich im historischen Zentrum der Hauptstadt von El Salvador. 

## Geschichte
Das heutige Gebäude ersetzt das alte Nationaltheater in San Salvador, das durch einen Großbrand im Februar 1910 zerstört wurde. 
Durch einen international ausgeschriebenen Architektur-Wettbewerb, der durch den salvadorianischen Staat gefördert wurde, bekam der französische Architekt Daniel Beylard Ende 1910 den Auftrag zum Bau des Theaters. Im folgenden Jahr, am 3. November 1911 begann der Wiederaufbau des Teatro Nacional. Sechs Jahre später konnte es wiedereröffnet werden. 
Die Liegenschaft befindet sich am Plaza Francisco Morazán. Das Gebäude wurde im französischen Renaissance-Stil mit Details aus Rokoko, Romantik und Jugendstil errichtet. Die 650 Sitzplätze sind auf drei Ebenen verteilt und in der zweiten Ebene befindet sich die balkonartige Präsidentenloge (Palco Presidencial). Die ellipsenförmige Kuppel mit einem außergewöhnlichen Kristall-Kronleuchter wurde von einheimischen Künstlern gestaltet. Andere markante Bereiche sind der Kammersaal und ein Foyer im Stil des französischen Folies Bergère. 
In den Jahren 1975 und 1976 wurden Renovierungen vorgenommen. 1979 wurde das Gebäude unter Denkmalschutz gestellt und in die Liste der National Monument eingetragen. 
Durch das Erdbeben 2001 wurde das Theater stark beschädigt. Die aufwendigen Bauarbeiten und Restaurierungen begannen 2003 und dauerten bis Mitte 2008. Am 29. September des gleichen Jahres wurde das Nationaltheater von Präsident Antonio Saca González wiedereröffnet.